# 쩐다이꽝
쩐다이꽝(베트남어: Trần Đại Quang/陳大光, 진대광, 1956년 10월 12일~2018년 9월 21일)은 베트남의 제9대 국가 주석이다. 2016년 4월 2일에 베트남 국회 의결에 의해 쯔엉떤상 전 국가주석의 후임자로 선출되었다. 2018년 9월 21일 국가주석 재임 중에 희귀성 바이러스 질환으로 사망하였다.

## 생애
쩐다이꽝은 베트남 북부 닌빈성 낌썬현 출신으로 1975년 공안부에서 공직 생활을 시작해 국가안전자문과장, 국가안녕부총국장, 공안부 차장, 공산당 중앙집행위원, 정치국원을 거쳐 2011년 공안부장에 임명됐다.
2018년 9월 21일 베트남 국가주석 재임 중에 희귀성 바이러스 질환으로 사망하였고, 당티응옥틴이 국가주석 권한대행을 맡았다.